# Ministeri de Finances de Luxemburg
El Ministeri de Finances de Luxemburg (en francès:Ministère des Finances) és un ministeri del govern de Luxemburg, amb seu a la rue de la Congrégation, 3 de la ciutat de Luxemburg.
Està encapçalat pel ministre de Finances, que és responsable de la supervisió de les finances públiques, inclòs el pressupost.
El càrrec de Ministre de Finances existeix sense interrupció des de la promulgació de la primera constitució de Luxemburg el 1848.
Des del 24 de març de 1936, el títol de Ministre de Finances ha estat oficial, encara que el càrrec havia estat extraoficialment conegut per aquest nom des de la seva creació. Des de la creació del càrrec fins al a 28 de novembre 1857, el ministre es coneixia pel títol d'«Administrador General». A partir de 1857 fins a 1936, va tenir el títol de «Director General».

## Llista de Ministres de Finances
| Ministres              | Ministres                        | Partit | Data inici             | Data fi                | Primer Ministre         |
| ---------------------- | -------------------------------- | ------ | ---------------------- | ---------------------- | ----------------------- |
|                        | Jean Ulveling (primer mandat)    | No     | 1 d'agost de 1848      | 2 de desembre de 1848  | G. T. I. de la Fontaine |
|                        | Norbert Metz                     | No     | 2 de desembre de 1848  | 23 de setembre de 1853 | Jean-Jacques Willmar    |
|                        | Emmanuel Servais (primer mandat) | No     | 23 de setembre de 1853 | 29 de novembre de 1857 | Charles-Mathias Simons  |
|                        | Guillaume-Mathias Augustin       | No     | 29 de novembre de 1857 | 23 de juny de 1859     | Charles-Mathias Simons  |
|                        | Jean Ulveling (segon mandat)     | No     | 23 de juny de 1859     | 26 de setembre de 1860 | Charles-Mathias Simons  |
| 26 de setembre de 1860 | Jean Ulveling (segon mandat)     | No     | 26 de gener de 1866    | Baron de Tornaco       |                         |
|                        | Ernest Simons                    | No     | 26 de gener de 1866    | Baron de Tornaco       | 3 de desembre de 1866   |
|                        | Léon de la Fontaine              | No     | 3 de desembre de 1866  | Baron de Tornaco       | 14 de desembre de 1866  |
|                        | Alexandre de Colnet d'Huart      | No     | 14 de desembre de 1866 | Baron de Tornaco       | 3 de desembre de 1867   |
| 3 de desembre de 1867  | Alexandre de Colnet d'Huart      | No     | 30 de setembre de 1869 | Emmanuel Servais       |                         |
|                        | Emmanuel Servais (segon mandat)  | No     | 30 de setembre de 1869 | Emmanuel Servais       | 12 d'octubre de 1869    |
|                        | Georges Ulveling                 | No     | 12 d'octubre de 1869   | Emmanuel Servais       | 25 de maig de 1873      |
|                        | Victor de Roebé                  | No     | 25 de maig de 1873     | Emmanuel Servais       | 26 de desembre de 1874  |
| 26 de desembre de 1874 | Victor de Roebé                  | No     | 21 de setembre de 1882 | Baron de Blochausen    |                         |
|                        | Baron de Blochausen              | No     | 21 de setembre de 1882 | Baron de Blochausen    | 12 d'octubre de 1882    |
|                        | Mathias Mongenast                | No     | 12 d'octubre de 1882   | Baron de Blochausen    | 20 de febrer de 1885    |
| 20 de febrer de 1885   | Mathias Mongenast                | No     | 22 de setembre de 1888 | Édouard Thilges        |                         |
| 22 de setembre de 1888 | Mathias Mongenast                | No     | 12 d'octubre de 1915   | Paul Eyschen           |                         |
| 12 d'octubre de 1915   | Mathias Mongenast                | No     | 6 de novembre de 1915  | Mathias Mongenast      |                         |
|                        | Edmond Reiffers                  | No     | 6 de novembre de 1915  | 24 de febrer de 1916   | Hubert Loutsch          |
|                        | Léon Kauffman                    | No     | 24 de febrer de 1916   | 19 de juny de 1917     | Victor Thorn            |
| 19 de juny de 1917     | Léon Kauffman                    | No     | 28 de setembre de 1918 | Léon Kauffman          |                         |
|                        | Alphonse Neyens                  | PD     | 28 de setembre de 1918 | 20 de març de 1925     | Émile Reuter            |
|                        | Étienne Schmit                   | PRS    | 20 de març de 1925     | 16 de juliol de 1926   | Pierre Prüm             |
|                        | Pierre Dupong                    | PD     | 16 de juliol de 1926   | 5 de novembre de 1937  | Joseph Bech             |
|                        | Pierre Dupong                    | PD     | 5 de novembre de 1937  | 23 de novembre de 1944 | Pierre Dupong           |
|                        | Pierre Dupong                    | CSV    | 23 de novembre de 1944 | 23 de desembre de 1953 | Pierre Dupong           |
|                        | Pierre Werner                    | CSV    | 23 de desembre de 1953 | 29 de març de 1958     | Joseph Bech             |
| 29 de març de 1958     | Pierre Werner                    | CSV    | 2 de març de 1959      | Pierre Frieden         |                         |
| 2 de març de 1959      | Pierre Werner                    | CSV    | 15 de juny de 1974     | Pierre Werner          |                         |
|                        | Raymond Vouel                    | LSAP   | 15 de juny de 1974     | 21 de juliol de 1976   | Gaston Thorn            |
|                        | Jacques Poos                     | LSAP   | 21 de juliol de 1976   | 16 de juliol de 1979   | Gaston Thorn            |
|                        | Jacques Santer                   | CSV    | 16 de juliol de 1979   | 20 de juliol de 1984   | Pierre Werner           |
| 20 de juliol de 1984   | Jacques Santer                   | CSV    | 14 de juliol de 1989   | Jacques Santer         |                         |
|                        | Jean-Claude Juncker              | CSV    | 14 de juliol de 1989   | Jacques Santer         | 26 de gener de 1995     |
| 26 de gener de 1995    | Jean-Claude Juncker              | CSV    | 23 de juliol de 2009   | Jean-Claude Juncker    |                         |
|                        | Luc Frieden                      | CSV    | 23 de juliol de 2009   | Jean-Claude Juncker    | 4 de desembre de 2013   |
|                        | Pierre Gramegna                  | DP     | 4 de desembre 2013     | 5 de gener de 2022     | Xavier Bettel           |
|                        | Yuriko Backes                    | DP     | 5 de gener de 2022     | 17 de novembre de 2023 | Xavier Bettel           |
|                        | Gilles Roth                      | CSV    | 17 de novembre de 2023 | actual                 | Luc Frieden             |